# Mauerbach
Mauerbach ist eine Marktgemeinde mit 3665 Einwohnern (Stand 1. Jänner 2025) im Bezirk St. Pölten in Niederösterreich.

## Geografie
Mauerbach liegt im Wienerwald am Rande des Industrieviertels in Niederösterreich, raumplanerisch wird es zur Region „Niederösterreich Mitte“ gezählt. Die Fläche der Marktgemeinde umfasst 20,33 Quadratkilometer, davon sind 80 Prozent bewaldet. Durch das Gemeindegebiet fließt der gleichnamige Mauerbach.

### Gemeindegliederung
Das Gemeindegebiet umfasst drei Ortschaften (in Klammern Einwohnerzahl Stand 1. Jänner 2025):
- Hainbuch (14)
- Mauerbach (3329) samt Hirschengarten und Untermauerbach
- Steinbach (322)

Die Gemeinde besteht aus der einzigen Katastralgemeinde Mauerbach.

### Nachbargemeinden
|              | Königstetten (TU)                           | Klosterneuburg (KG) |
| Tulbing (TU) | Kompassrose, die auf Nachbargemeinden zeigt | Wien                |
| Gablitz      | Purkersdorf                                 |                     |

## Geschichte
Im Altertum war das Gebiet Teil der Provinz Pannonia. Nach dem „Anschluss“ Österreichs an das Deutsche Reich 1938 wurde der Ort im Gegensatz zum nahen Purkersdorf vorerst nicht Groß-Wien angeschlossen, sondern dem Landkreis Sankt Pölten zugeteilt.
Der Bezirk Wien-Umgebung, dem Mauerbach seit 1956 angehörte, wurde mit 31. Dezember 2016 aufgelöst. Mauerbach sollte ursprünglich Teil des Bezirks Tulln werden.
Nach Einsprüchen von Bürgern wurde Mauerbach dem Bezirk St. Pölten-Land zugeordnet, dem es seit 1. Jänner 2017 angehört.

### Bevölkerungsentwicklung
| Mauerbach: Einwohnerzahlen von 1869 bis 2025        | Mauerbach: Einwohnerzahlen von 1869 bis 2025 | Mauerbach: Einwohnerzahlen von 1869 bis 2025 | Mauerbach: Einwohnerzahlen von 1869 bis 2025 | Mauerbach: Einwohnerzahlen von 1869 bis 2025 |
| --------------------------------------------------- | -------------------------------------------- | -------------------------------------------- | -------------------------------------------- | -------------------------------------------- |
| Jahr                                                |                                              |                                              |                                              | Einwohner                                    |
| 1869                                                | 1869                                         |                                              | 1.157                                        | 1.157                                        |
| 1880                                                | 1880                                         |                                              | 1.168                                        | 1.168                                        |
| 1890                                                | 1890                                         |                                              | 972                                          | 972                                          |
| 1900                                                | 1900                                         |                                              | 1.249                                        | 1.249                                        |
| 1910                                                | 1910                                         |                                              | 1.493                                        | 1.493                                        |
| 1923                                                | 1923                                         |                                              | 1.133                                        | 1.133                                        |
| 1934                                                | 1934                                         |                                              | 1.571                                        | 1.571                                        |
| 1939                                                | 1939                                         |                                              | 1.556                                        | 1.556                                        |
| 1951                                                | 1951                                         |                                              | 1.919                                        | 1.919                                        |
| 1961                                                | 1961                                         |                                              | 1.378                                        | 1.378                                        |
| 1971                                                | 1971                                         |                                              | 1.576                                        | 1.576                                        |
| 1981                                                | 1981                                         |                                              | 2.227                                        | 2.227                                        |
| 1991                                                | 1991                                         |                                              | 3.222                                        | 3.222                                        |
| 2001                                                | 2001                                         |                                              | 3.415                                        | 3.415                                        |
| 2011                                                | 2011                                         |                                              | 3.636                                        | 3.636                                        |
| 2021                                                | 2021                                         |                                              | 3.604                                        | 3.604                                        |
| 2025                                                | 2025                                         |                                              | 3.665                                        | 3.665                                        |
| Quelle(n): Statistik Austria, Gebietsstand 1.1.2021 |                                              |                                              |                                              |                                              |

## Kultur und Sehenswürdigkeiten

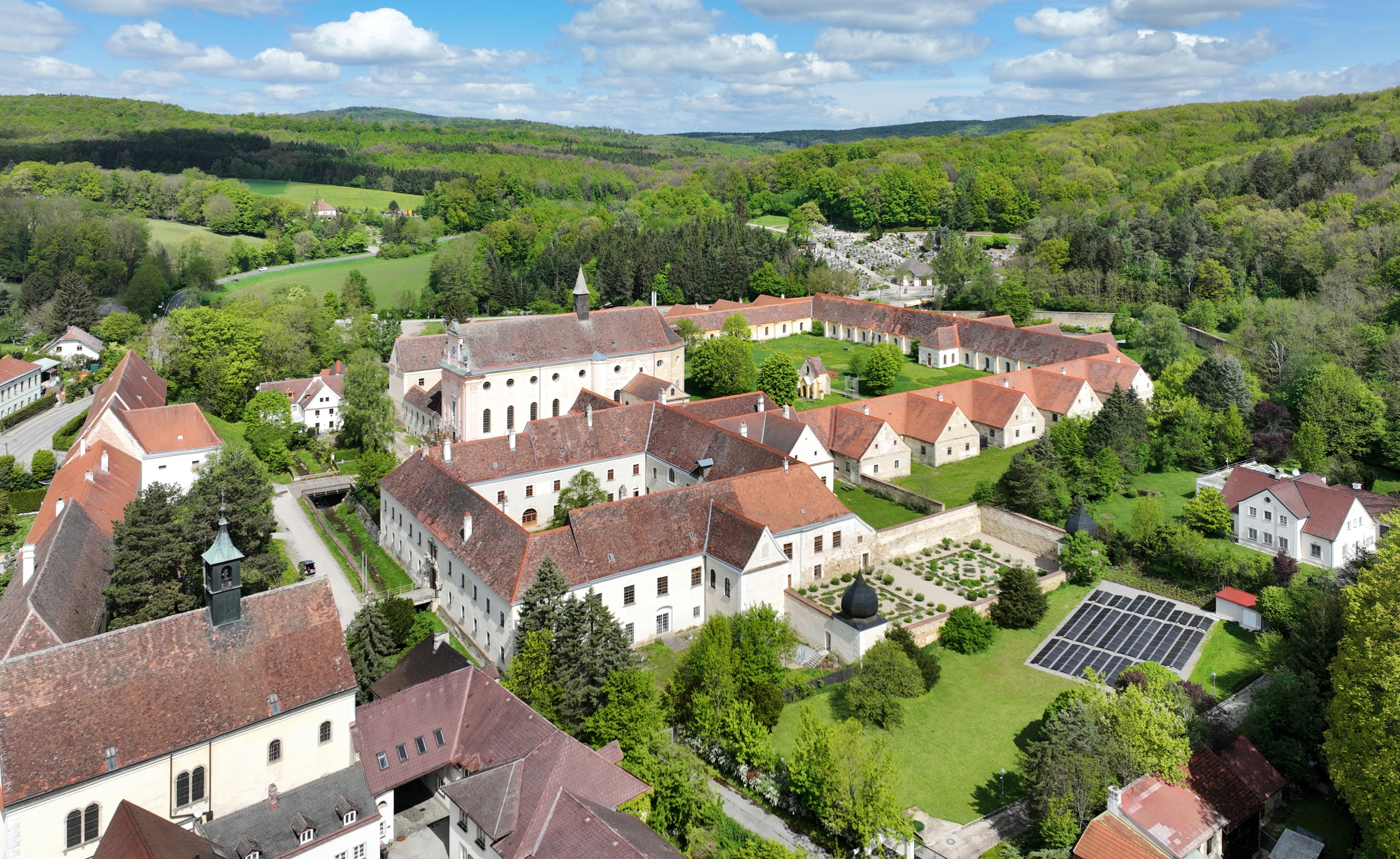
Kartause Mauerbach

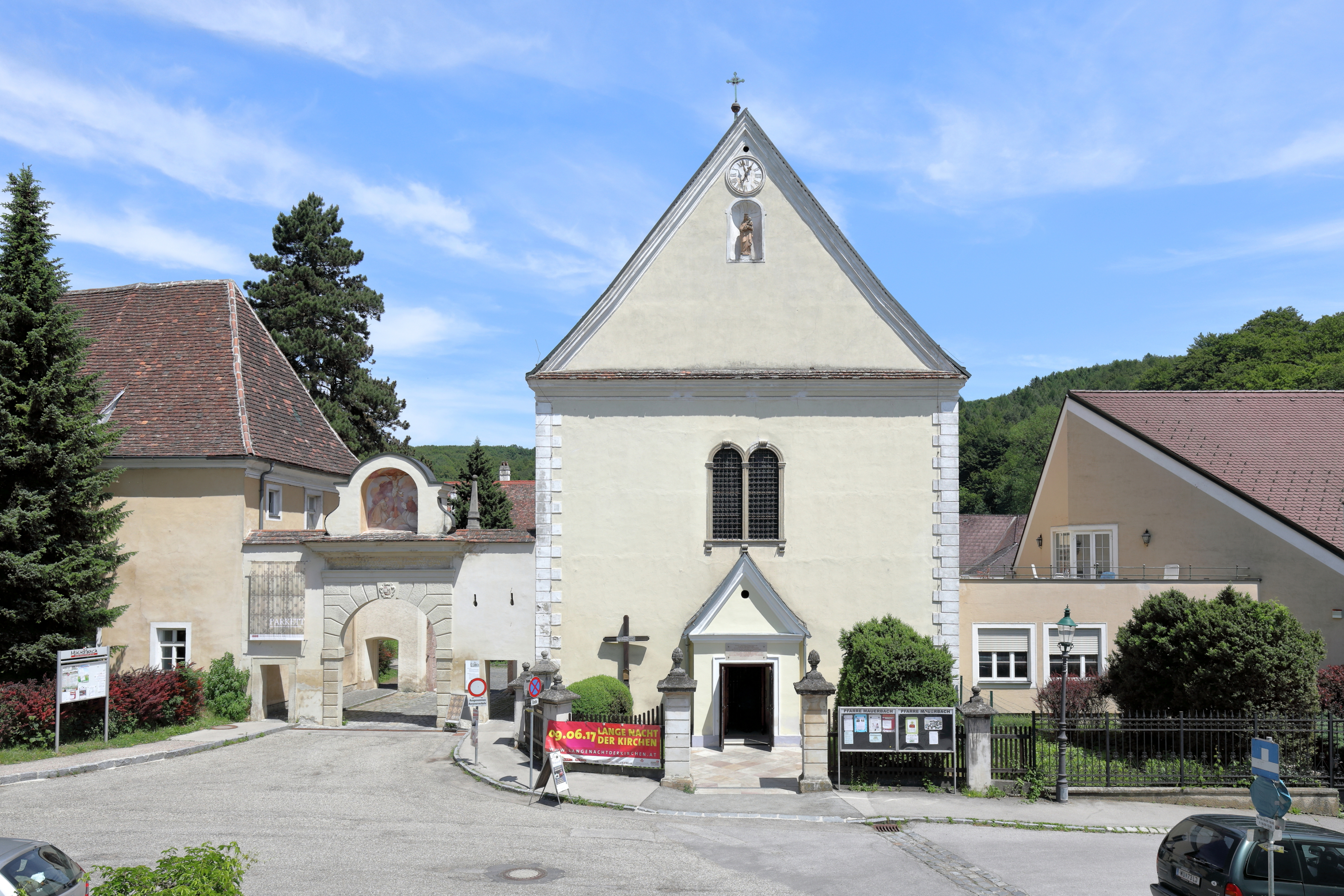
Pfarrkirche Mauerbach

- Kartause Mauerbach: Das frühbarocke ehemalige Kloster der Kartäuser zählt zu den bedeutendsten Baudenkmälern seiner Art in Österreich. 1984 begann die behutsame Sanierung durch das Bundesdenkmalamt, das seither dort auch Restaurierungswerkstätten untergebracht hat. Jährlich wird dort der Mauerbacher Adventmarkt abgehalten.
- Katholische Pfarrkirche Mauerbach Mariä Himmelfahrt: Die ehemalige Pfortenkirche der Kartause neben dem Kartausentor.
- Katholische Maria-Rast-Kirche Steinbach
- Schlosspark Mauerbach: 1833 wurde das Gelände unter Georg Simon Freiherr von Sina kultiviert und eine Villa errichtet. Im Jahre 1967 wurde diese wegen Baufälligkeit abgebrochen. Seit 2007 befindet sich auf dem Gelände ein Seminarhotel und Restaurant, in dem unter anderem 2017 der OSZE tagte.
- Die Kaiser-Franz-Josef I.-Jubiläumsvolksschule. 1908 nach Plänen von Josef Hofbauer erbaut
- Seit 2013 hat die Marktgemeinde Mauerbach 3 Tut gut! - Wanderwege. Diese starten beim Parkplatz der Kartause Mauerbach. Als öffentliche Anbindung dient auch der Tut gut – Schritteweg, der von der Postgarage / Endstelle des Busses 450, rund um die Kartause führt. Beide Projekte wurden von GGR Matthias Pilter in Zusammenarbeit mit dem FVVV Mauerbach errichtet.[6]
- 2018 wurde die Revitalisierung des Kutscherstalls vollendet, in dem sich seither das Gemeindeamt und das Heimatmuseum befinden.

In einem Wanderführer aus dem Biedermeier, dem Werk „Wien’s Umgebungen auf zwanzig Stunden im Umkreise“ von Adolf Schmidl aus dem Jahre 1835, werden auch die schon damals dort beliebten Spaziergänge erwähnt:
Mauerbach ist ein Mittelpunkt der reizendsten Ausflüge, die sich namentlich für den Hochsommer eignen, da man immer in Wäldern bleibt. Übrigens müssen die Damen erinnert werden: bei einer Fahrt nach Mauerbach nie den Mantel zu vergessen. Abgesehen von Gewitterregen, deren Annäherung man in dem beschränkten Gesichtskreise des Thales nicht so bald wahrnimmt, tritt daselbst nach Sonnenuntergang immer eine bedeutende Kühle ein, die man in anderen Gegenden um Wien nicht in dem Grade findet, und man hat eine Stunde zu fahren, ehe man in Mariabrunn das Freie erreicht.

## Wirtschaft und Infrastruktur

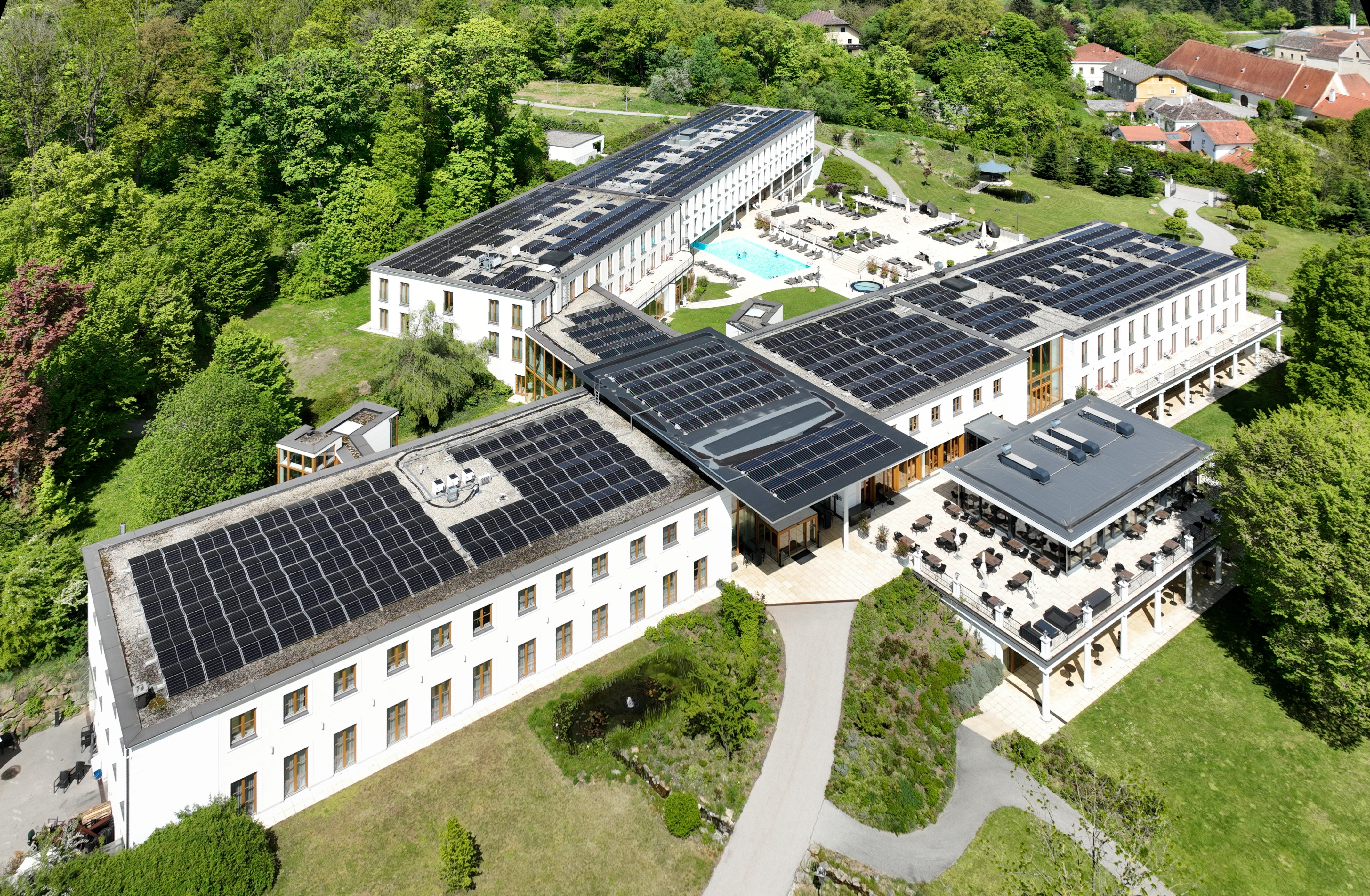
Hotel Schlosspark Mauerbach

Nichtlandwirtschaftliche Arbeitsstätten gab es im Jahr 2001 140 und 11 land- und forstwirtschaftliche Betriebe nach der Erhebung 1999. Die Zahl der Erwerbstätigen am Wohnort betrug nach der Volkszählung 2001 1668. Die Erwerbsquote lag 2001 bei 51,18 %.
Mauerbach gehört, bezogen auf das Brutto-pro-Kopf-Einkommen, zu den zehn reichsten Orten Österreichs.
Das Hotel Schlosspark ist der größte Beherbergungsbetrieb in Mauerbach und wurde zuletzt 2016 erweitert.

### Bildung
- Kindergarten Mauerbach 1
- Kindergarten Mauerbach 2
- Tagesbetreuungseinrichtung Verein Montessori Mauerbach
- Volksschule Mauerbach
- Musikschule Mauerbach: seit 1989 gibt es in Mauerbach eine eigene Musikschule. Es werden derzeit 180 Schülerinnen und Schüler von 10 Lehrkräften unterrichtet.
- Heimatmuseum Mauerbach

### Sport
- Der Fußballverein USC Wiesbauer Mauerbach ist der größte Sportverein in Mauerbach. Der Verein legt seinen Schwerpunkt auf die Nachwuchsarbeit. In neun Nachwuchsmannschaften spielen circa 150 Jugendliche. Aktuell hat der USC Wiesbauer Mauerbach keine Kampfmannschaft, da der aktuelle Sportplatz nicht die erforderlichen Abmessungen für den Spielbetrieb aufweist. Die Damenmannschaft, die in der Frauengruppe Nordwest Meisterschaft spielt, trägt ihre Meisterschaftsspiele in einer Nachbargemeinde aus. Seit Mai 2014 bietet der USC Wiesbauer Mauerbach auch in einem Fußballkindergarten Kindern ab vier Jahren Bewegungsmöglichkeiten.
- In Mauerbach gibt es zwei Tennisvereine: Den SC Mauerbach Tennis und den MTC Mauerbach.
- Eine Vielzahl an Sportmöglichkeiten bietet auch die Sportunion Mauerbach.

## Politik

### Gemeinderat
Der Gemeinderat hat 23 Sitze.
- Im Gemeinderat gibt es nach der Gemeinderatswahl am 26. Jänner 2025 folgende Mandatsverteilung: 13 ÖVP, 4 GRÜNE, 4 SPÖ und 2 FPÖ.[9]

### Bürgermeister
- bis 2012 Gottfried Jelinek
- seit 2012: Peter Buchner (ÖVP)[10]

### Partnergemeinden
- seit Jahr? Amaliendorf-Aalfang im Bezirk Gmünd. Nach ihr wurde der Amaliendorf-Aalfang-Platz benannt.[11]

## Persönlichkeiten
- Friedrich der Schöne (1289–1330), Herzog von Österreich, stiftete die Kartause Mauerbach

## Bildergalerie

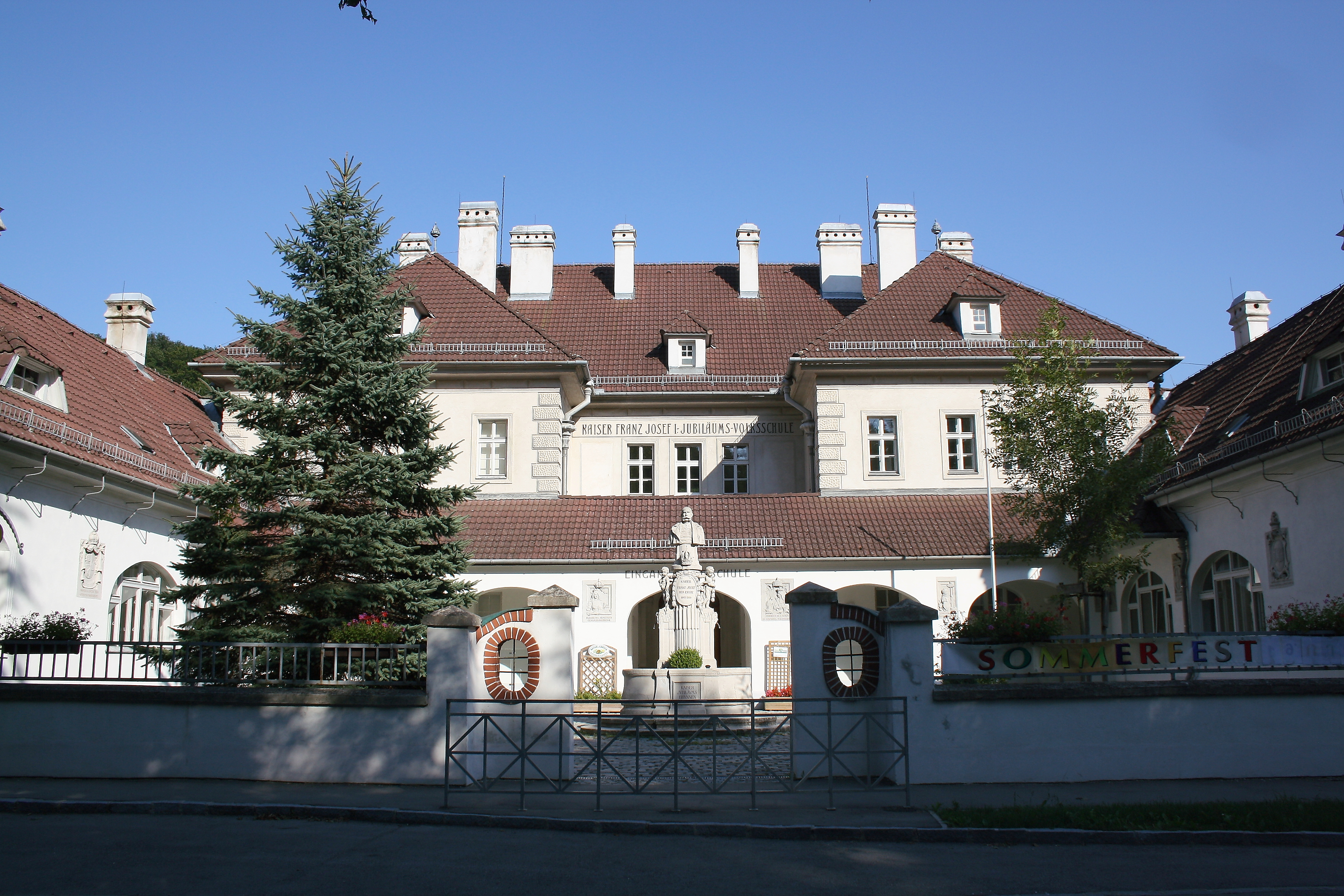
Die Kaiser-Franz-Josef I.-Jubiläumsvolksschule
Landesaufnahme 1873: Im Norden von Mauerbach lag in den Gebäuden der Kartause (Mitte unten rechts) das damalige Wiener Versorgungshaus
Landesaufnahme 1873: Ortskern mit der südlichen Umgebung (Mitte oben)